# Solistas de Zagreb
Solistas de Zagreb (en croata: Zagrebački solisti) es una orquesta de cámara fundada en Zagreb, Croacia, en 1953, auspiciada por Hrvatska radiotelevizija (Radiotelevisión Croata), bajo el liderazgo artístico del chelista y director italiano Antonio Janigro. En 1968, Janigro dejó el grupo, el cual luego estuvo dirigido primero por su concertino, Dragutin Hrdjok, después por su siguiente concertino y director artístico, Tonko Ninić. En 1997, Anđelko Krpan devino concertino, y, en 2002, Karlo Slobodan Fio asumió como director artístico del conjunto. Desde 2006, el concertino y director artístico ha sido Borivoj Martinic-Jercic.
Este grupo cameral ha realizado más de 3.500 conciertos, en todos los continentes. También es muy reconocido por sus numerosas grabaciones.